# Кулпитас

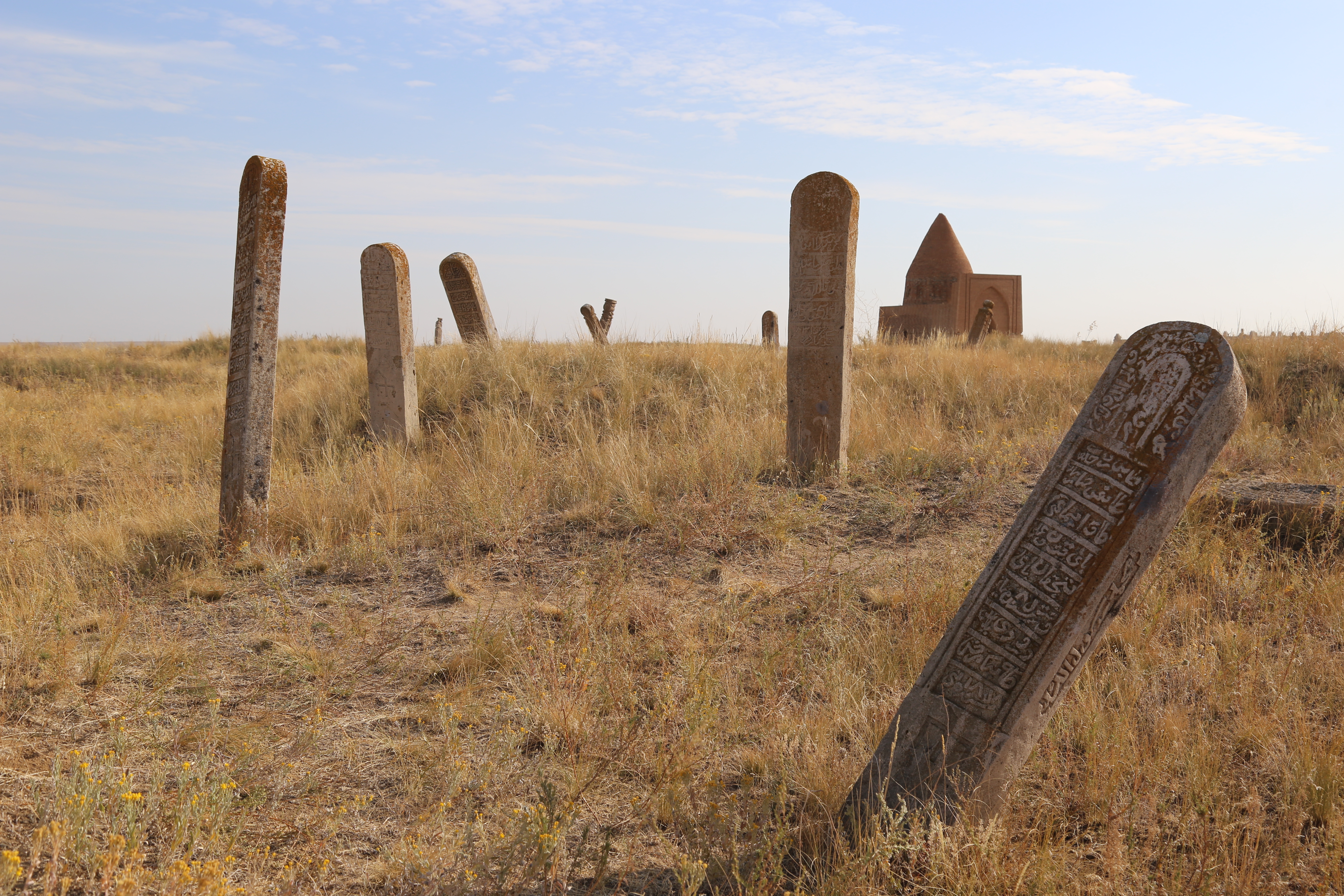
Кулпитаси на некрополі Абат-Байтак

Кулпитас (каз. құлпытас) — тип історичних надгробних пам'яток в Західному Казахстані, стела у вигляді плити або стовпа з чотирма або вісьма гранями. Висота кулпитасу змінюється від 70 см до 3,7 м.

## Розміщення
Кулпитас зазвичай встановлювався або сам по собі, або із західного боку власне могили (надмогильного насипу, койтасу, сандиктасу). Кулпитаси також зустрічаються як усередині, так і зовні мавзолеїв та саганатамів.

## Конструкція

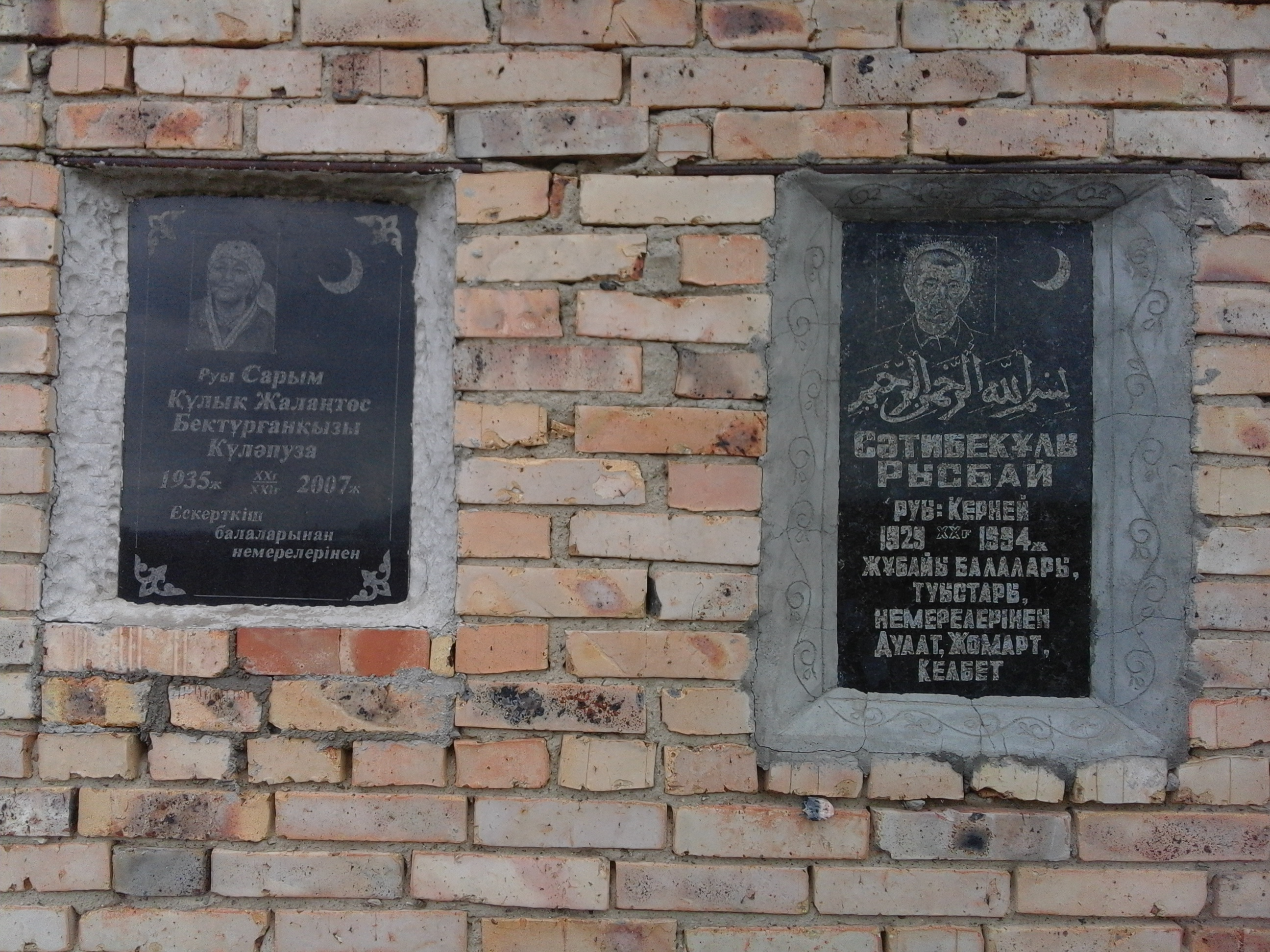
Вбудовані кулпитаси 1990-2000-х років, Шетський район, Карагандинська область

Кулпитас зазвичай виготовлявся з цілісного каменю, хоча іноді верхня частина включала кількох кам'яних блоків, скріплених дерев'яними штирями. Форма кулпитасів різноманітна:
- плити, що злегка розширюються знизу-вгору з округлим або трикутним завершенням;
- стовпи, що завершуються кулею;
- стовпи зі складним завершенням багатьох елементів тощо. буд.

Типовий орнамент — рослинне (стебло, що в'ється), використовуються також геометричні візерунки — круги, ромби, трикутники, серцеподібні та мандалоподібні знаки, вихрові розетки. На стовбурах кулпитасів часто висічені зображення побутових предметів, тварин та зброї (шабель, кинджалів, пік, ножів).
Класифікація кулпитасів формою поки що не встановилася. М. М. Мендикулов пропонує поділ на три групи:
1. стели з кулястим або шоломоподібним навершием, членуванням бічних поверхонь та численними написами;
2. стели з простою формою стовбура, геометричним навершям і плоским рельєфом різання;
3. стели великого розміру зі складною формою верхньої частини.

З. е. Ажигалі виділяє п'ять типів:
1. слабооброблені блоки;
2. «класичні» кулпитаси;
3. надгробки у вигляді літери «ферт» (Ф) («стелоферти»);
4. антропоморфні кулпитаси;
5. унікуми.

## Історія та походження
Точне датування ранніх кулпитасів невідоме, тому що найдавніші з них сильно зруйновані; традицію їх установки відносять до 2-ї половини XIV століття.
Походження кулпитасів — предмет наукових суперечок:
- багато вчених простежують давньотюркське походження: «регресивне явище від скульптури кам'яних баб до простого кам'яного стовпа з шишкою на вершині» (І. А. Кастання). Думку розділять У. А. Мустафін, Т. До. Басенов, М. М. Мендикулов та Б. А. Ібраєв;
- А. Р. Медоєва припускає, що кулпитаси походять від оленевого каміння та менгірів;
- З. е. Ажигали належить гіпотеза про близькість кулпитасів до дерев'яних культових стовпів-конов'язь.

## Некрополь Абат-Байтак
Некрополь Абат-Байтак знаходиться в Хобдинському районі Актюбінської області, в 18 км на південний схід від районного центру Кобда, на відстані 12,7 км на південь від поселення Талдисай. Центром некрополя є мавзолей Абат-Байтак, який оточений ансамблем більше 200 різних кулпитасів різної форми та складності роботи. На кулпитасах зазвичай зображуються різні елементи природи, предмети зброї та жіночі прикраси. На більшості кулпитасів вказується інформація про покійника та його походження. Кулпитаси були виготовлені майстрами з каменю, який доставляли з Мангистау верблюжими караванами. Некрополь є унікальним у тому, що жоден кулпитас не схожий на інший. Найвидатніші кулпитаси створені в середині XIX століття і мають високу проробку деталей та різноманітний декор.